# Chatham House
Das 1920 gegründete Chatham House, bis 2004 auch als Royal Institute of International Affairs bekannt, ist eine private Denkfabrik mit Sitz in London im Vereinigten Königreich. Seine Mitglieder befassen sich in Studienprogrammen, Arbeitsgruppen, Runden Tischen, Konferenzen und Seminaren mit aktuellen Fragen und Analysen des politischen Zeitgeschehens auf internationaler Ebene. Die hier erstellten Expertisen und Lösungsempfehlungen können durch die international tätigen Mitglieder weltweit gezielt verbreitet werden. Einzelne Schlüsselprojekte werden von der Rockefeller-Stiftung, der Bill & Melinda Gates Foundation, der Konrad-Adenauer-Stiftung, der NATO oder der EU finanziert und gesponsert.
Neben den Corporate Members, bestehend aus 75 Großkonzernen, Investmentbanken, Energiekonzernen und 263 weiteren Firmen, zählt das Chatham House derzeit 2.770 international tätige Entscheidungsträger aus Wirtschaft, Diplomatie, Wissenschaft, Politik und Medien aus 75 Ländern zu seinen Mitgliedern und verfügte im Jahre 2012 über ein aus Wirtschaft, Stiftungen und Mitgliederbeiträgen generiertes Budget von 12 Mio. Euro.
Die unter der Schirmherrschaft von Charles III. stehende private, nichtstaatliche Non-Profit-Organisation ist Begründer der weltweit angewandten Chatham House Rule. Als Präsidenten fungieren führende Parteivertreter der drei Regierungsparteien im britischen Parlament.
Die vom Chatham House publizierten International Affairs und The World Today zählen zu den führenden Fachorganen der Internationalen Politik.

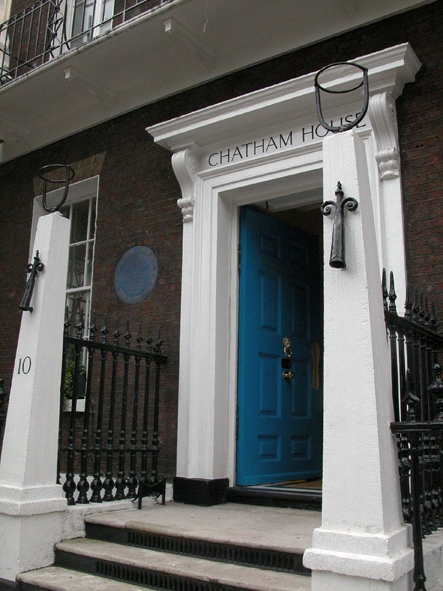
Eingang des Chatham House, 10 St. James’s Square in London

## Geschichte

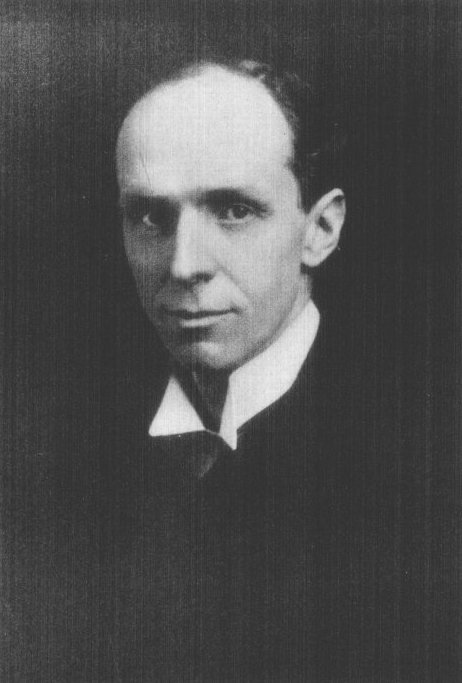
Chatham-House-Gründer Lord Robert Cecil

Die Gründung des Instituts geht auf die Initiative britischer und amerikanischer Delegierter unter Leitung von Lionel Curtis zurück, die im Rahmen der Pariser Friedenskonferenz 1919 ein anglo-amerikanisches Institut für Auswärtige Beziehungen vorschlugen, das sich mit dem Studium internationaler Probleme befassen sollte, mit dem Ziel, in der Zukunft Kriege zu verhindern. Tatsächlich wurde im Juli 1920 das British Institute of International Affairs unter dem Vorsitz von Robert Cecil und mit Lionel Curtis als Ehrensekretär gegründet, ein Jahr später eröffnete die amerikanische Delegation der Friedenskonferenz das US-Pendant, den Council on Foreign Relations in New York City.
1923 wurde dem Institut das Chatham House am St. James’s Square No.10 im Londoner Stadtbezirk City of Westminster durch Oberst Reuben Wells Leonard geschenkt, wo es seither residiert. Das Chatham House ist das ehemalige Wohnhaus der britischen Premierminister William Pitt der Ältere, Edward Stanley und William Ewart Gladstone und befindet sich in direkter Nachbarschaft zum Hauptsitz des Energiekonzerns BP sowie zu wichtigen Ministerien der britischen Regierung.
Das Royal Institute of International Affairs war laut Kees Van Der Pijl eine wichtige Institution bei der Herausbildung einer transnationalen Klasse von protestantischen, englischsprachigen Weißen.
Seit September 2004 ist „Chatham House“ der offizielle Name des Royal Institute of International Affairs und war zusammen mit dem Council on Foreign Relations Vorbild der 1955 gegründeten deutschen Denkfabrik Deutsche Gesellschaft für Auswärtige Politik (DGAP).
Im April 2022 wurde „Chatham House“ in Russland als „unerwünschte Organisation“ eingestuft.

## Aktuell

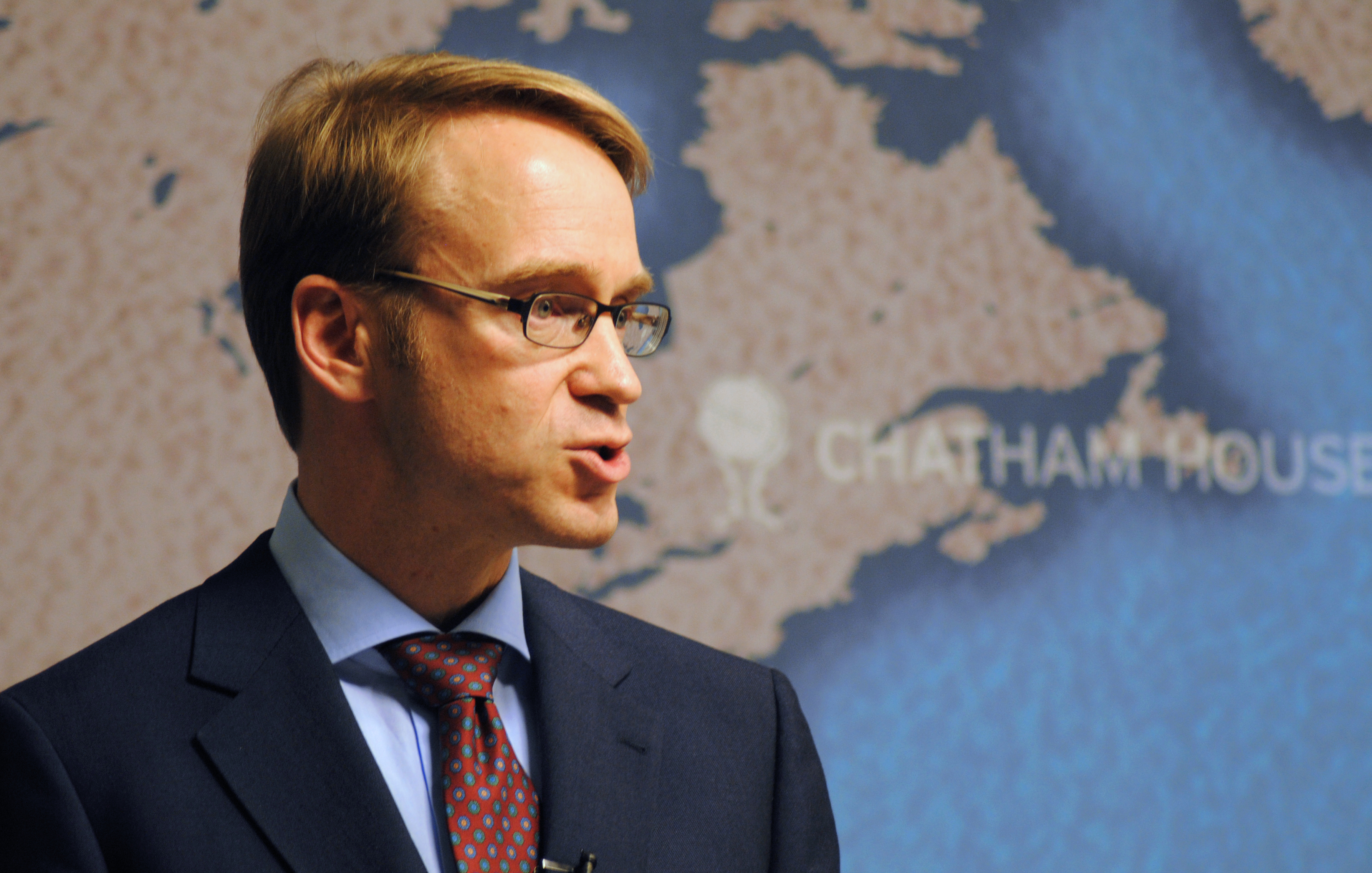
Bundesbank-Präsident und BIZ-Direktor Jens Weidmann hielt im März 2011 die Rede „Rebalancing Europe“ im Chatham House

Das Chatham House wurde 2012 in den renommierten Global Go-To Think Tank Index Rankings der Pennsylvania State University hinter der Brookings Institution als zweitwichtigste von weltweit 6.545 relevanten Denkfabriken, und zum vierten Male in Folge als wichtigste Denkfabrik außerhalb der USA geführt.
Führende internationale Politiker, Staatsgäste, Finanzbeamte, Vorstandsvorsitzende der Großkonzerne, UN-, IWF- und Weltbankfunktionäre sind regelmäßig zu Diskussionen und Vorträgen im  Chatham House zu Gast. Hochkarätige Gäste im Jahre 2011 waren neben der IWF-Direktorin Christine Lagarde, dem Präsidenten des Europäischen Rates Herman van Rompuy, dem britischen Außenminister William Hague und dem jordanischen König Abdullah II. bin al-Hussein, Bundesfinanzminister Wolfgang Schäuble und der Deutsche-Bundesbank-Präsident und Direktor der Bank für Internationalen Zahlungsausgleich in Basel, Jens Weidmann.
Präsidenten der privaten Denkfabrik sind die Parteivorsitzenden der drei Regierungsparteien im britischen Parlament, der ehemalige Premierminister der Konservativen Partei John Major, der ehemalige UN-Repräsentant und Vertreter der Liberaldemokraten Lord Ashdown, sowie die britische Generalstaatsanwältin Baroness Patricia Scotland aus dem Schattenkabinett der Labour Party.

## Mitgliedschaft
Die derzeit 2.770 Mitglieder entrichten einen jährlichen statusabhängigen Mitgliedsbeitrag zwischen 120 und 260 £. Konzerne und Firmen haben die Möglichkeit zwischen einer Partnerschaft, einer Major Corporate Membership und einer Standard Corporate Partnership. Die jährlichen Gebühren betragen 2.750 £ für die Standard-Mitgliedschaft und 12.500 £ für eine Major-Mitgliedschaft. Die Kosten für eine Partnership werden nicht veröffentlicht.
Corporate Partners des Chatham House sind u. a. die von John D. Rockefeller gegründeten BP, ExxonMobil und Chevron, sowie Royal Dutch Shell, Statoil, das britische Verteidigungsministerium und das Außenministerium der Vereinigten Arabischen Emirate.
Zu den Major Corporate Members zählen sich u. a. die drei weltgrößten Rohstoffabbaukonzerne Rio Tinto Group, BHP Billiton und Anglo American, die staatlichen Erdölunternehmen aus Kuwait und Saudi-Arabien, die US-Botschaft, die Investmentbanken Goldman Sachs, HSBC und Morgan Stanley, die Großbanken Deutsche Bank, Barclays und die Royal Bank of Scotland, einer der weltgrößten Versicherungskonzerne AIG, die Rüstungskonzerne BAE Systems und Lockheed Martin,  die weltgrößten Anwaltskanzleien Freshfields Bruckhaus Deringer und Linklaters, die weltgrößten Wirtschaftsprüfungsgesellschaften KPMG und PricewaterhouseCoopers, der weltgrößte Managementberatungsdienstleister Accenture, die weltgrößte Nachrichtenagentur Thomson Reuters, die Medienkonzerne BBC und Bloomberg, der weltgrößte Tabakkonzern British American Tobacco, die City of London, Glaxo Smith Kline sowie Vodafone.
Als Corporate Members sind neben 68 Botschaften aus aller Welt u. a. folgende Firmen vertreten:  die italienische Zentralbank Banca d’Italia, der weltgrößte Chemiekonzern BASF, Boeing, CBS News, Citigroup, die Wall-Street-Anwaltskanzlei Davis Polk & Wardwell LLP, der weltgrößte Diamantenproduzent- und Händler De Beers, der weltgrößte Rohstoffhändler Vitol, der weltgrößte Erdölexplorateur Schlumberger, der Rüstungskonzern EADS, Google, Mondelēz International, die UBS-Bank, die traditionsreiche Investmentbank Warburg Pincus und die Weltbank.

## Leitungsgremien des Chatham House

### Direktoren

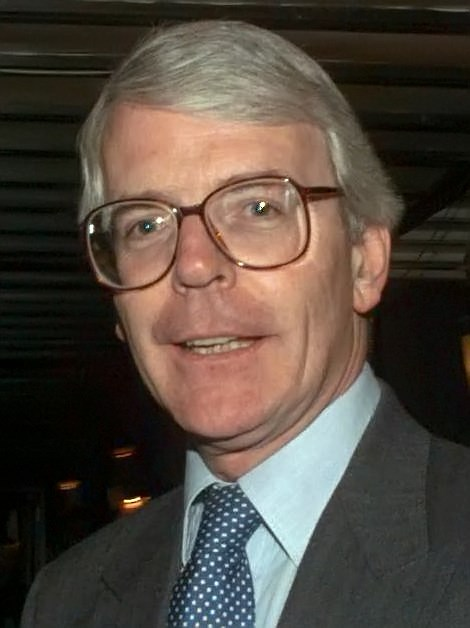
Chatham House-Präsident John Major

- Robin Niblett; Verwaltungsratsmitglied des nach einer Studie der ETH Zürich dritteinflussreichsten Unternehmens der Weltwirtschaft, Fidelity Investments, Vorsitzender des World Economic Forum’s Global Agenda Council on Europe, Direktor des Europa-Programms des Washingtoner Think Tanks Center for Strategic and International Studies[9]
- DeAnne Julius; von 2003 bis 2012 Vorsitzende des Chatham House, ehemalige Beraterin der Weltbank, des IWF, in leitenden Führungspositionen bei Shell, British Airways der US-Regierung und Vorstandsmitglied bei der Bank of England, BP und der britischen Großbank Lloyds Banking Group. Aktuelles Vorstandsmitglied beim Pharmakonzern Hoffmann-La Roche und dem globalen Immobiliengiganten Jones Lang LaSalle, sowie  Direktorin bei der Wirtschaftsprüfungsgesellschaft Deloitte & Touche Corporate Finance GmbH München[10]

### Council / Beirat (Auswahl)
- Roderic Lyne; von 1970 bis 2004 britischer Diplomat, aktuell Seniorberater bei JPMorgan Chase & Co.
- Greg Baxter; Global Head of Mobile Strategy der Citigroup, ehemaliger Vorstand Booz & Company
- Stuart Popham;stellvertretender Vorsitzender der EMEA Banking, Citigroup
- John Llewellyn, Llewellyn Consulting, ehemaliger Senior-Wirtschaftspolitikberater bei Lehman Brothers
- Alastair Newton; verantwortlicher politischer Analyst, Investmentbank Nomura International plc
- Andrew Fraser; Seniorberater der Mitsubishi Corporation, ehemaliger Vorstandsvorsitzender bei Investmentfirma Invest UK
- Martin Giles; US-Korrespondent der Wirtschaftszeitschrift The Economist
- Xan Smiley; Redakteur für den Mittleren Osten und Nordafrika bei The Economist
- Caroline Wyatt, BBC-Korrespondentin für Verteidigungspolitik

### Senior Advisers / Hauptberater (Auswahl)

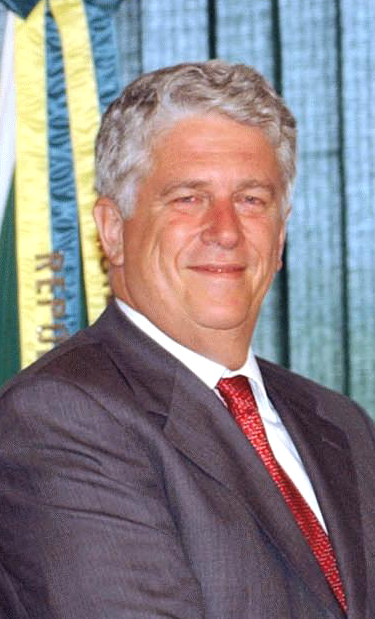
Berater Caio Koch-Weser

- John Major, Vorsitzender Senior Adviser des Chatham House, ehemaliger britischer Premierminister
- John C. Whitehead, seit 1956 Partner bei Goldman Sachs, ehemaliger Vorsitzender der Federal Reserve Bank of New York, ehemaliger stellvertr. US-Außenminister
- Caio Koch-Weser; ehemaliger Vizepräsident und geschäftsführender Direktor der Weltbank sowie Finanzstaatssekretär der deutschen Bundesregierung, heute ist er als Berater bei der Deutschen Bank, im Stiftungsrat des World Economic Forum und im Vorstand der in Brüssel ansässigen Denkfabrik BRUEGEL tätig; ehemals Mitglied im Beirat bzw. Kuratorium der Bertelsmann Stiftung
- David Manning; ehemaliger britischer Botschafter in den USA (2003–2007) und Verteidigungsberater von Tony Blair (2001–2003), Autor der „Manning Memo“ zur britisch-amerikanischen Irak-Invasion, seit 2008 Direktor beim Rüstungskonzern Lockheed Martin und Berater bei der britischen Geheimdienstberatung  Hakluyt & Company
- André Hoffmann; stellvertretender Vorstandsvorsitzender des Pharmakonzerns Hoffmann-La Roche
- Michael Rake; Vorstandsvorsitzender der BT Group und easyjet
- Andrés Rozental; ehemaliger mexikanischer Diplomat; Gründungspräsident des Mexican Council on Foreign Relations; Vorsitzender des zweitgrößten Stahlkonzerns der Welt ArcelorMittal Mexico, Senior Partner der Brookings Institution

## Chatham-House-Regel

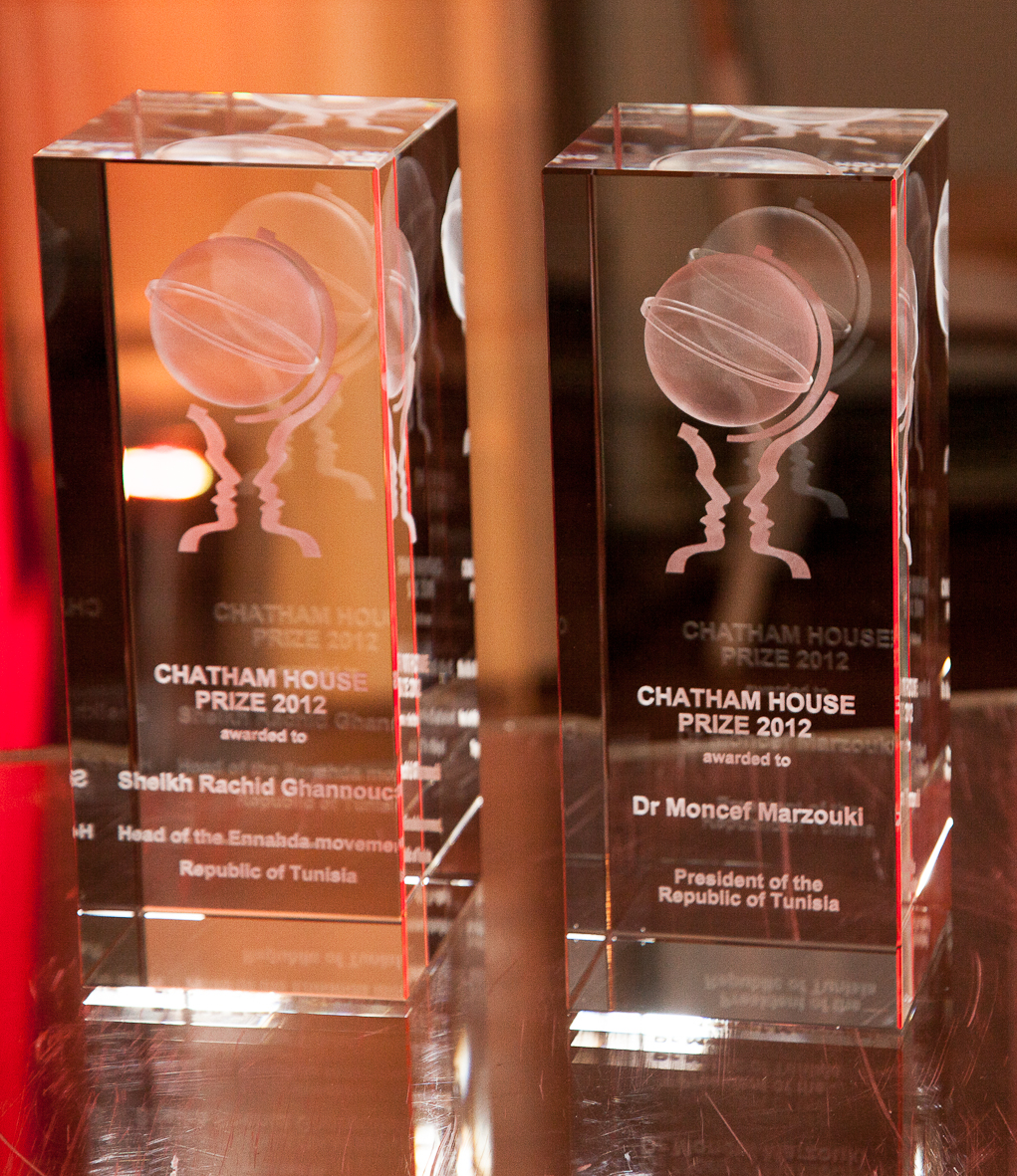
2012 Chatham House Prize für Moncef Marzouki und Scheich Ghannuschi

Chatham House ist für die Etablierung einer nach dem Institut benannten Verschwiegenheitsregel bekannt, der Chatham House Rule, deutsch Chatham-House-Regel. Diese Regel wurde 1927 aufgestellt; sie besagt, dass die Teilnehmer an Seminaren und Diskussionsrunden freien Gebrauch von den Informationen, die sie erhalten haben, machen, aber nicht die Identität und Zugehörigkeit eines Redners oder anderer Teilnehmer preisgeben dürfen. Die Regel gilt zum Beispiel bei Konferenzen und Sitzungen der führenden US-amerikanischen Denkfabrik Council on Foreign Relations und bei den jährlich stattfindenden Bilderberg-Konferenzen.
In offizieller deutscher Übersetzung besagt sie:

„Bei Veranstaltungen (oder Teilen von Veranstaltungen), die unter die Chatham-House-Regel fallen, ist den Teilnehmern die freie Verwendung der erhaltenen Informationen unter der Bedingung gestattet, dass weder die Identität noch die Zugehörigkeit von Rednern oder anderen Teilnehmern preisgegeben werden dürfen.“